# Modolo
Modolo (en sard, Mòdolo) és un municipi italià, dins de la província d'Oristany. L'any 2007 tenia 193 habitants. Es troba a la regió de Planargia. Limita amb els municipis de Bosa, Flussio, Magomadas i Suni.

## Administració
| Període | Identitat             | Partit         |
| ------- | --------------------- | -------------- |
| 2005-   | Hassan Omar Aly Kamel | Centreesquerra |